# Frank Schulte
Frank M. Schulte (ur. 17 września 1882, zm. 2 października 1949) – amerykański baseballista, który występował na pozycji zapolowego przez 15 sezonów w Major League Baseball.
Zawodową karierę rozpoczynał w zespołach niższych lig, między innymi w Syracuse Stars, gdzie był obserwowany przez skauta Chicago Cubs George'a Huffa i niebawem 21 sierpnia 1904 roku podpisał kontrakt z tym klubem. Miesiąc później zadebiutował w MLB w meczu przeciwko Philadelphia Phillies. W sezonie 1906 zdobył 13 triple'ów i był najlepszy w tej klasyfikacji w National League. W 1907 i 1908 wraz z zespołem Cubs wygrał World Series. W 1911 był najlepszy w lidze w zdobytych home runach (21),  zaliczonych RBI (107) oraz w slugging percentage (0,534). W tym samym sezonie został członkiem Klubu 20–20–20–20 (zdobył także 30 double'ów, 21 triple'ów i 23 skradzione bazy; do 1957 roku nikt nie powtórzył tego osiągnięcia) oraz otrzymał nagrodę Chalmer's Award dla najbardziej wartościowego zawodnika w lidze.
W 1914 roku popadł w konflikt z ówczesnym menadżerem Chicago Cubs Hankiem O'Dayem, co mogło spowodować transfer do jednego z zespołów Federal League. Schulte został w drużynie, jednak dwa lata później w ramach wymiany przeszedł do Pittsburgh Pirates, w którym rozegrał 94 mecze. W czerwcu 1917 podpisał kontrakt z Philadelphia Phillies, a w grudniu tego samego roku z Washington Senators. W latach 1919–1922 występował w zespołach z NAPBL. Zawodową karierę zakończył w 1923. Zmarł 2 października 1949 roku w wieku 67 lat.

## Nagrody i wyróżnienia
- MVP National League (1911)[6]
- 2-krotny zwycięzca w World Series (1907, 1908)[7]
- Członek Klubu 20–20–20–20[8]